# Sicyonis tubulifera
Sicyonis tubulifera is een zeeanemonensoort uit de familie Actinostolidae.
Sicyonis tubulifera is voor het eerst wetenschappelijk beschreven door Hertwig in 1882.